# 유하은 (농구 선수)
유하은(2006년 9월 18일 ~ )은 대한민국의 농구 선수이다. 한국여자프로농구(WKBL) 용인 삼성생명 블루밍스 소속으로 포지션은 포워드이다.

## 경력
2024년 8월에 열린  WKBL 신입선수 선발회에서 2라운드 3순위(전체 9순위)로 용인 삼성생명 블루밍스에 지명되었다.